# Peter I van Rusland

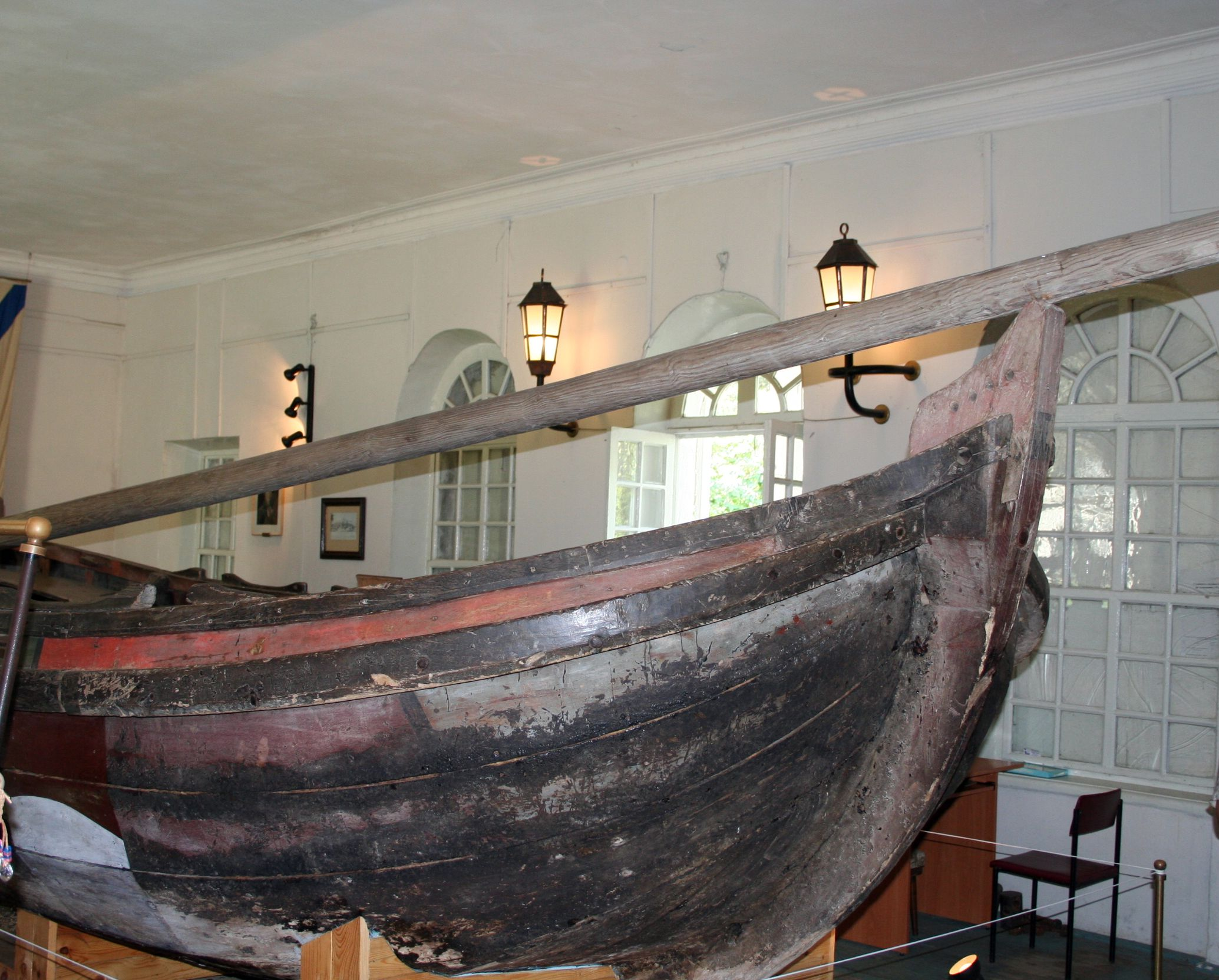
Detail van de boot van Peter de Grote

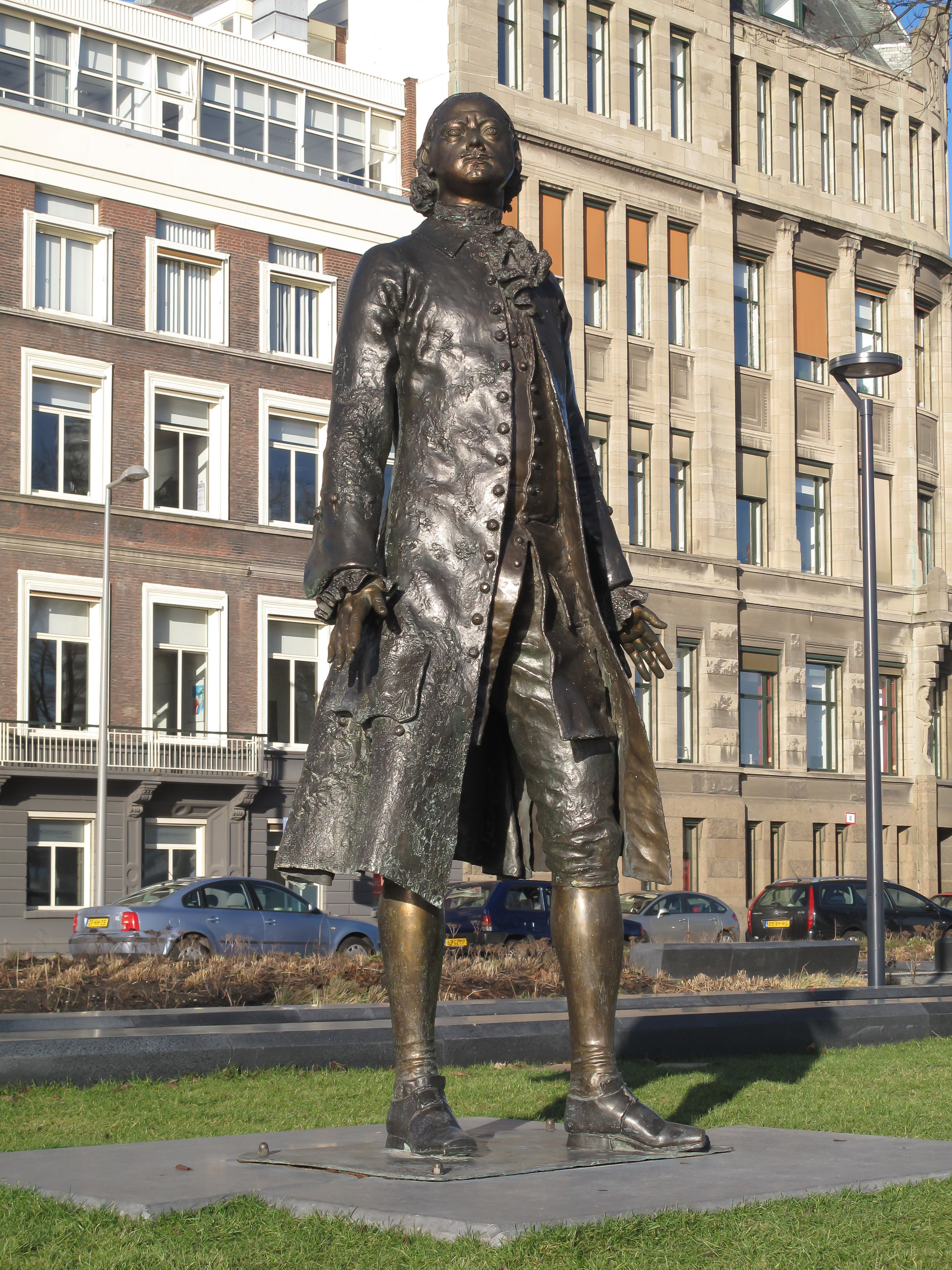
Standbeeld Tsaar Peter de Grote, Veerhaven (Rotterdam), Leonid Baranov, Moskou 30-12-1943.

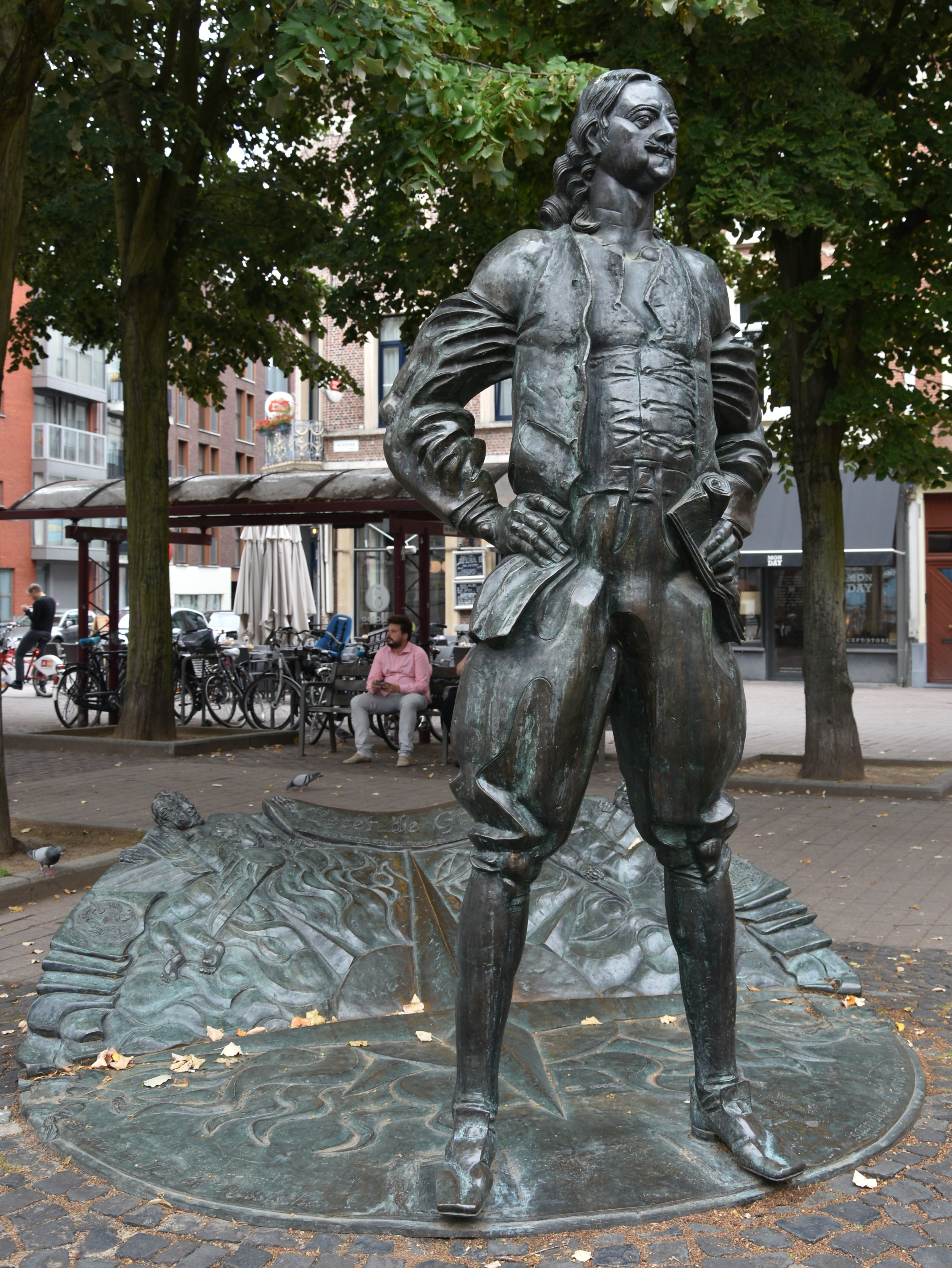
Standbeeld van Peter de Grote in Antwerpen

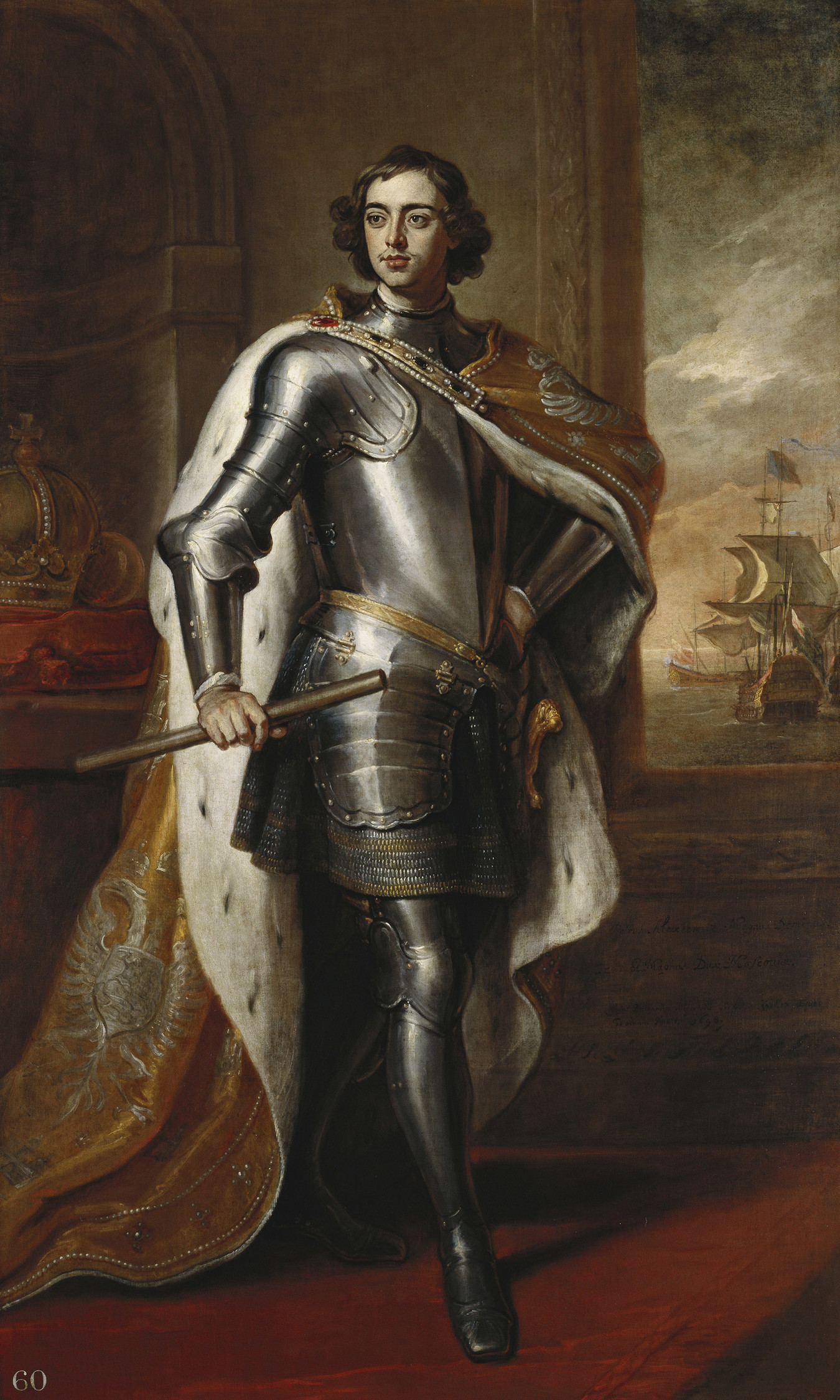
Peter door Godfrey Kneller (1698)

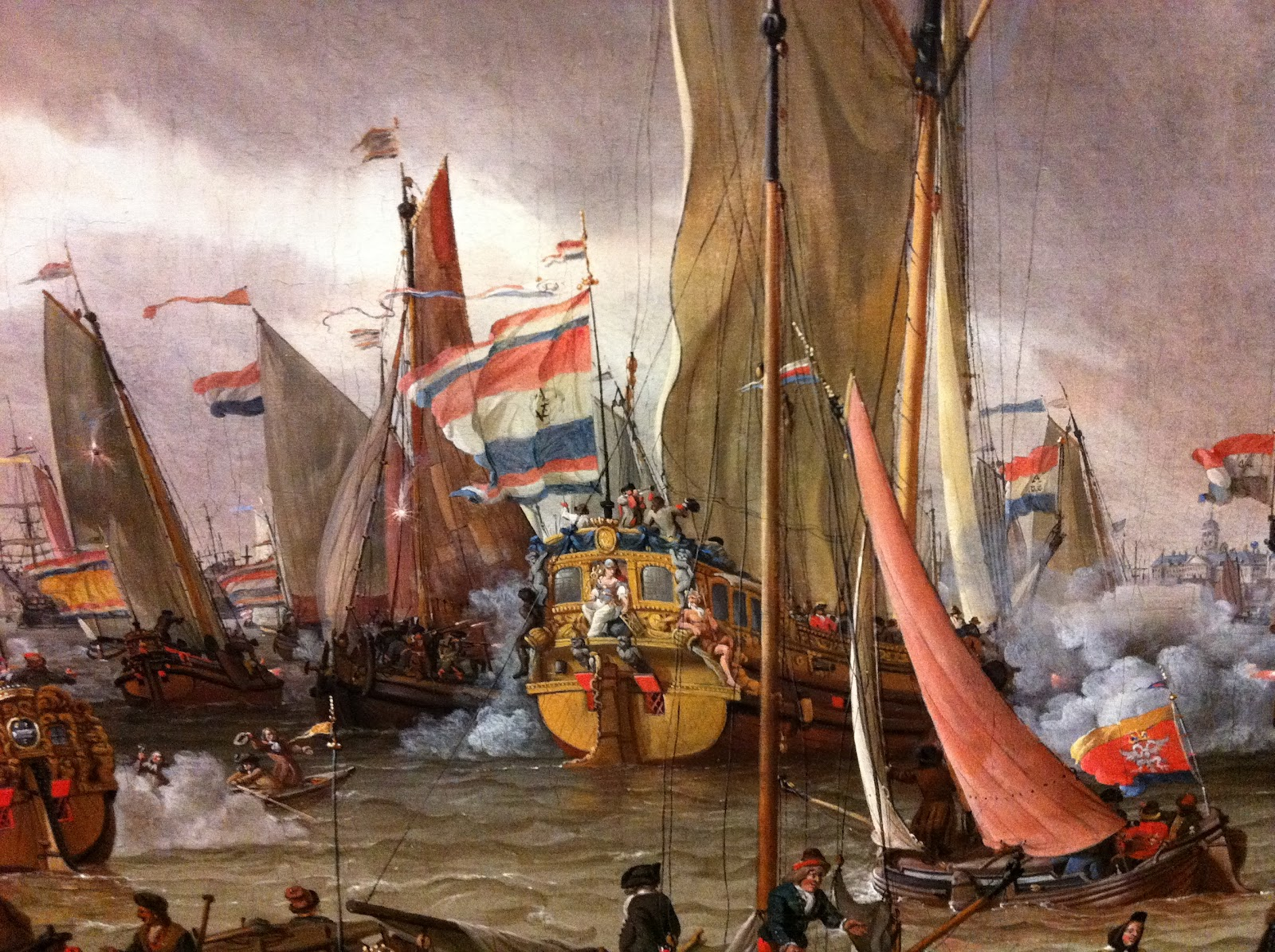
Abraham Storck: Oefengevecht van de Nederlandse vloot ter ere van Peter, 1 september 1697

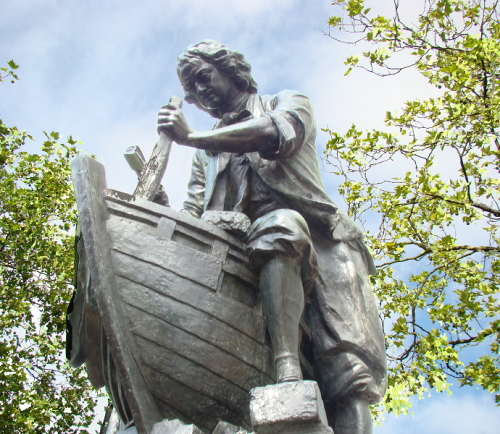
Standbeeld in Zaandam

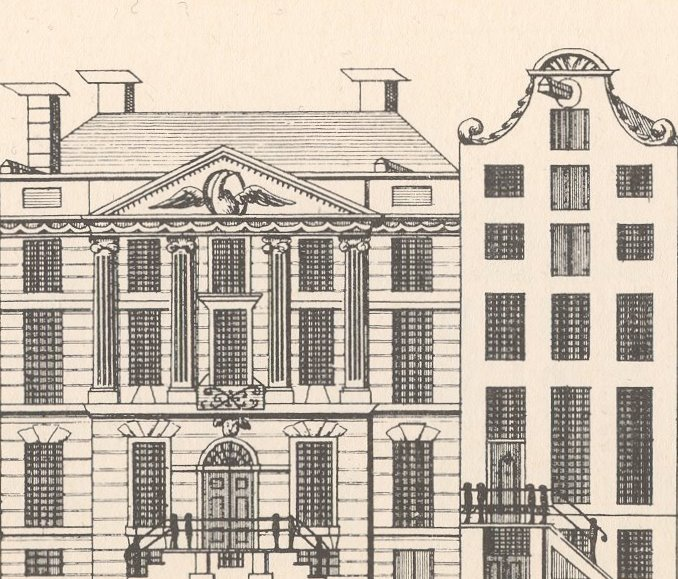
Herengracht 527 en 529: bouwheer Constantin Ranst. Het grootste werd in 1717 door de tsaar bewoond

Peter, een plank zagend en koning Willem III in Deptford (1698). Let op de dwergen en de aap uit z'n gevolg! (Daniel Maclise-1857)

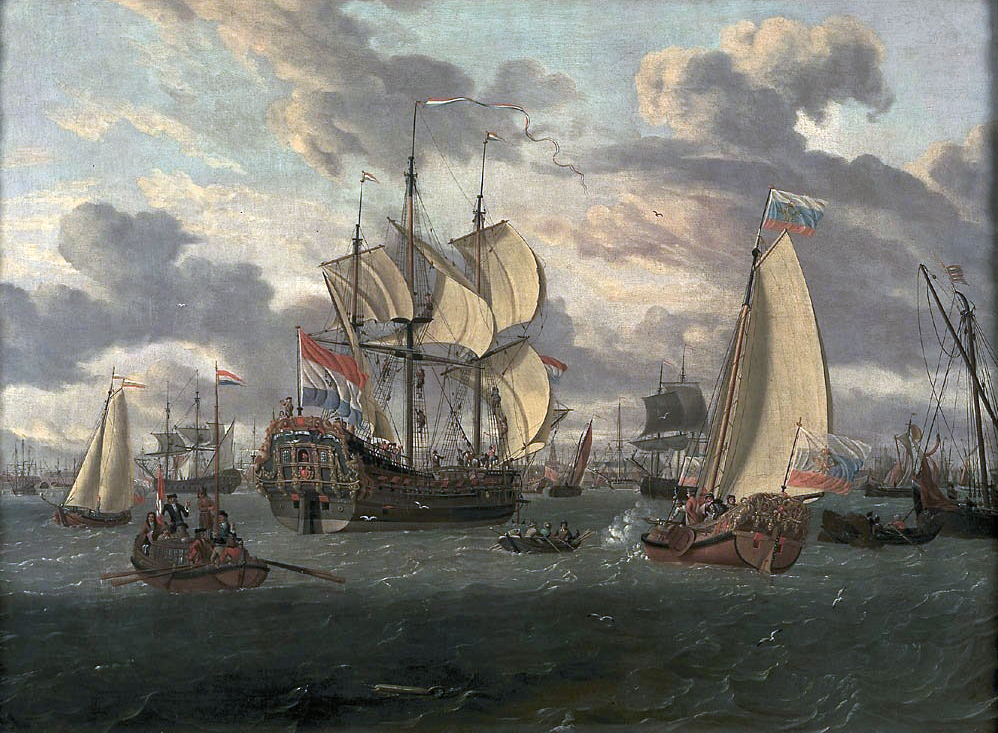
Tsaar Peter op weg naar het schip de 'Pieter en Paul' op het IJ in 1698

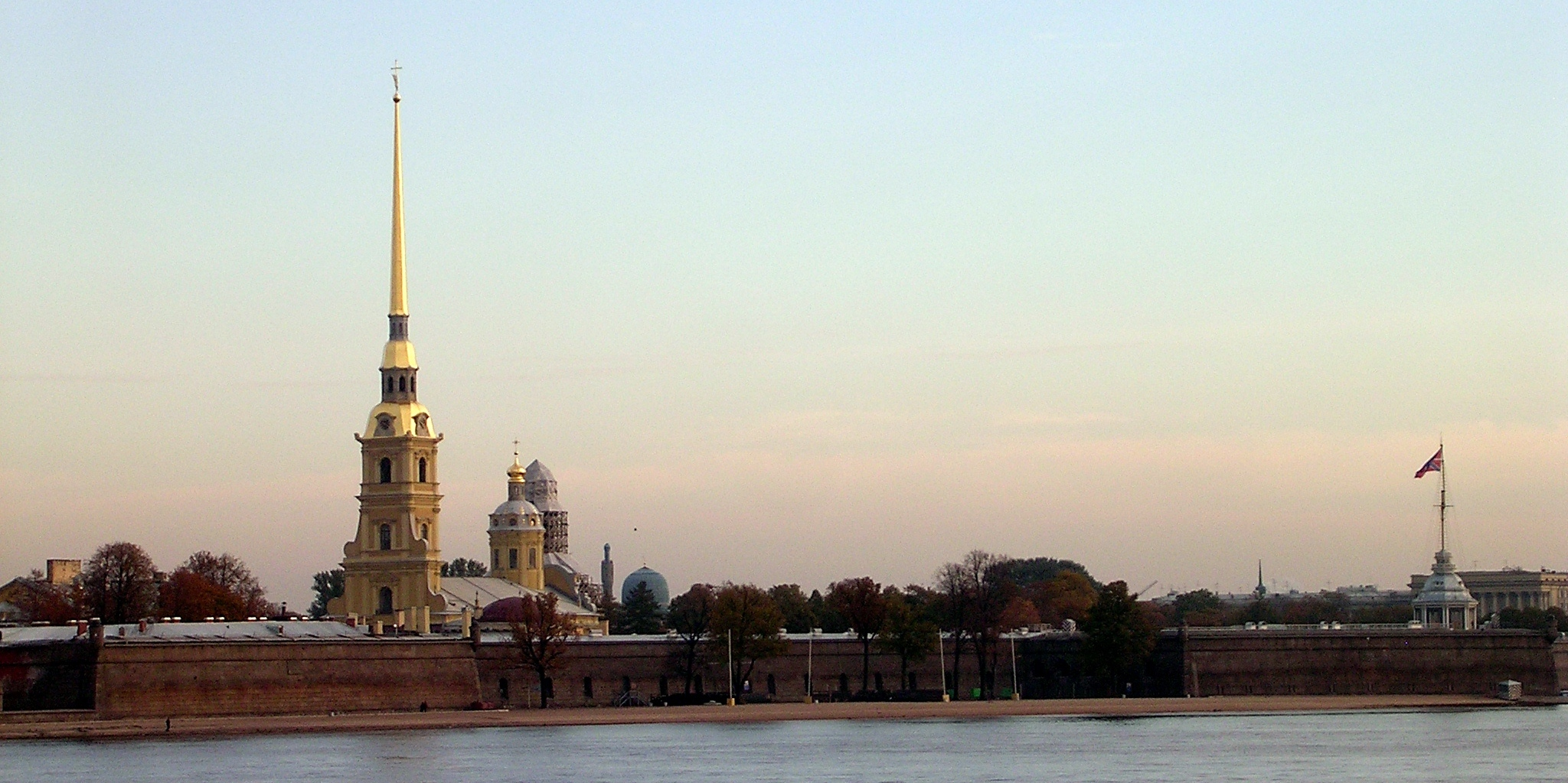
De Petrus- en Paulusvesting met kathedraal

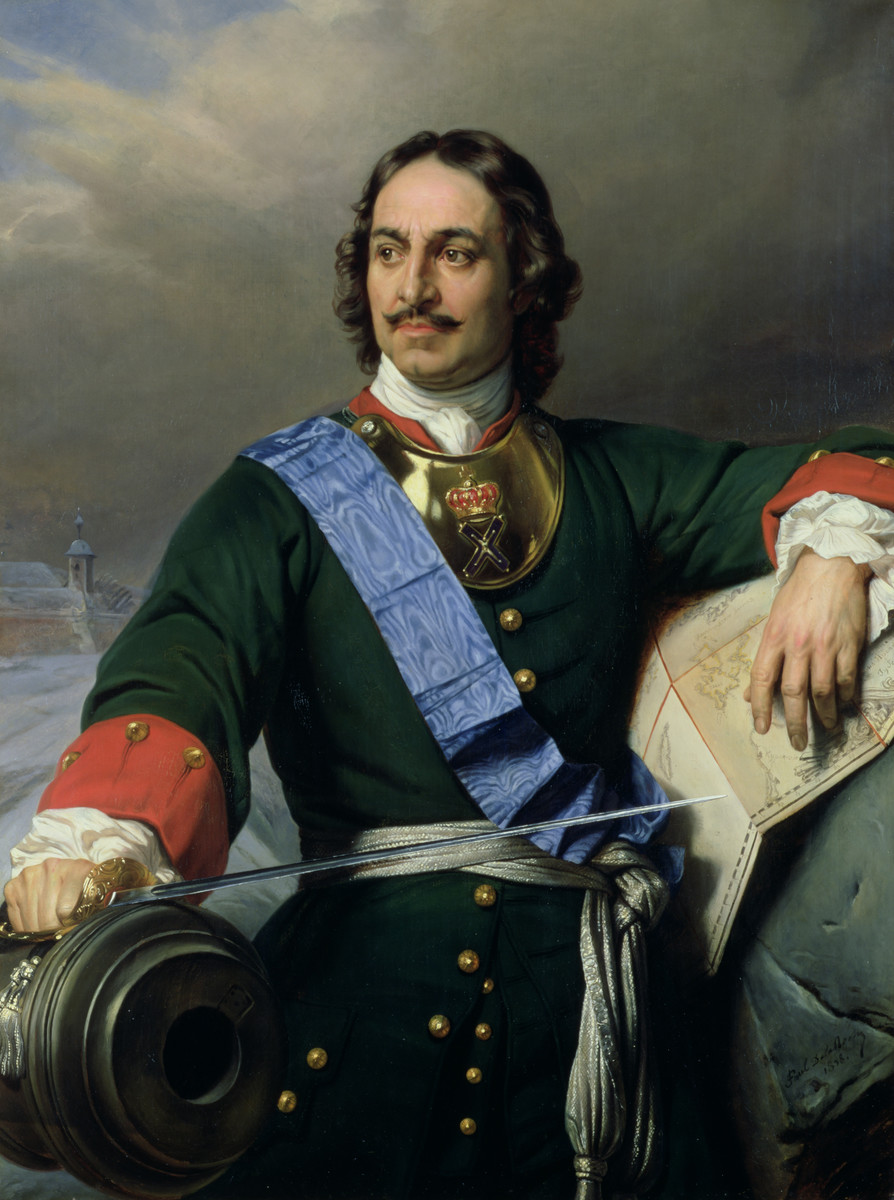
Peter de Grote door Paul Delaroche

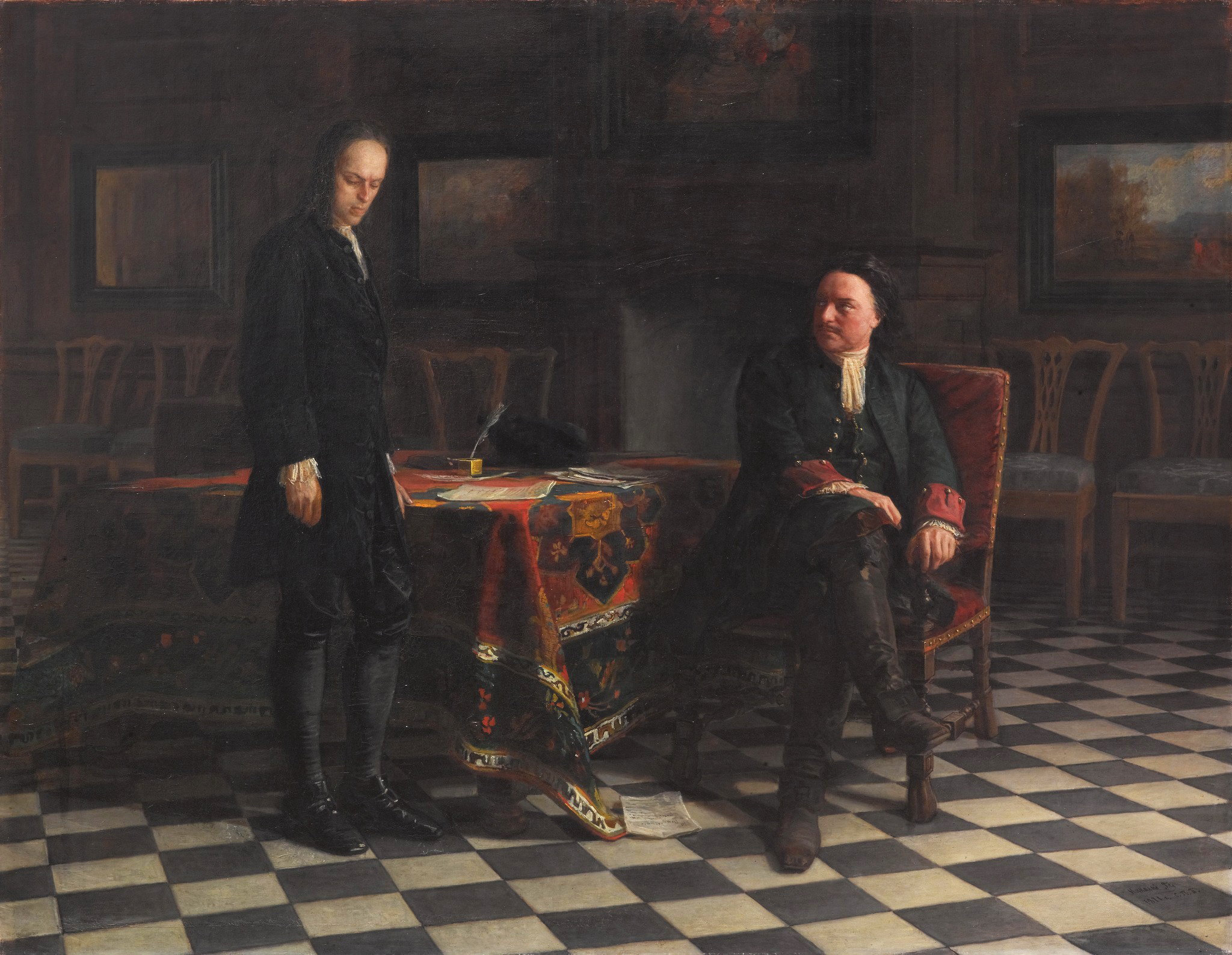
Peter de Grote ondervraagt zijn zoon Aleksej. Schilderij van Nikolaj Ge

Peter I Aleksejevitsj Romanov (Russisch: Пётр I Алексеевич Рома́нов) (Moskou, 9 juni 1672 – Sint-Petersburg, 8 februari 1725), bijgenaamd Peter de Grote (Пётр Великий) was van 1682 tot zijn dood in 1725 tsaar van Rusland.
Peter was de eerste Russische tsaar die buiten de grenzen van zijn rijk reisde. Hij zorgde vervolgens voor de modernisering van het uitgestrekte rijk en bevorderde vooral de wetenschap. Met de stichting van Sint-Petersburg richtte het land zich meer op West-Europa. In 1721 veranderde hij het tsaardom Rusland in het Russische Rijk, verkreeg de bijnaam De Grote (niet enkel omwille van zijn lengte, naar verschillende bronnen, tussen de 201 cm en 215 cm), maar vergat een opvolger te benoemen.
Peter hervormde het leger, de Kerk, handel, nijverheid, onderwijs en volksgezondheid en versterkte Rusland tot een Europese grootmacht. Hij was misschien liever admiraal geweest dan tsaar. Hij hield niet van toneel of muziek, maar was een groot liefhebber van zeilen en schepen. Hij ging iedere dag naar de scheepswerf; in de winter ging hij ijszeilen.

## Jeugd
Peter was de zoon van tsaar Alexis van Rusland en diens tweede vrouw, Natalja Narysjkina. Peter had ook nog twee halfbroers: de kreupele Fjodor en de zwakbegaafde Ivan. Na de dood van zijn vader in 1676 werd eerst Fjodor tsaar. Om veiligheidsredenen was zijn moeder met haar zoontje verhuisd van het Kremlin naar Preobrazjenskoje, een wijk toen vlak bij Moskou, nu in Moskou.
Na de dood van Fjodor, in 1682, brak er een opvolgingsstrijd uit tussen de families van de eerste vrouw en de tweede vrouw van tsaar Aleksej, de Miloslavskys en de Narisjkins. Peters halfzuster, de scherpzinnige en daadkrachtige Sofia, schoof met hulp van de Strelitzen haar broer Ivan (V) naar voor, de Narisjkins Peter. Bij de gevechten werden verschillende leidende aristocraten en generaals vermoord, waaronder Majetev, voormalig adviseur van zijn vader, en ook twee familieleden (van de Narisjkins, de partij van Peters moeder) werden omgebracht voor de ogen van de latere tsaar Peter de Grote. Bij het einde van de rebellie werd de incompetente Ivan 'senior-tsaar'. Peter, dan pas 9 jaar, werd benoemd tot 'junior-tsaar' en Sofia regentes. In de rugleuning van de troon werd een gat gezaagd, zodat zij, letterlijk achter de schermen, de beide jongens kon influisteren.
Toen hij zestien was, werd Peter uitgehuwelijkt aan Eudoxia Lopoechina. In 1689 werd Sofia verdreven naar het Novodevitsjiklooster, na de nederlagen in de Krimveldtochten (1687-1689) en het gerucht van een samenzwering tegen Peter. Toen hij was uitgekeken op het meer bij Pereslavl, waar de tsarenfamilie een buitenverblijf bezat, vertrok hij naar het noorden. In Archangelsk doorliep Peter alle rangen van kajuitjongen tot kapitein, logeerde bij Nederlandse kooplieden en droeg bij voorkeur westerse kleren.
In 1696 stierf de ziekelijke Ivan, waardoor de familie Narisjkin de touwtjes in handen kreeg, en Peter alleenheerser werd. In november van dat jaar gaf hij zijn eerste oekaze uit, waarin hij zijn kamerheren uitstuurde naar verschillende steden om daar diverse wetenschappen te leren.

## Modernisering en invloed van het Westen
Peter staat bekend om de grootschalige modernisering van het land. Hij stelde de adel open en schiep een nieuwe aristocratie onder de functionarissen; promoties werden afhankelijk van prestatie. Rusland werd verdeeld in acht provincies (Goebernii) en ook de ministeries werden in aantal beperkt. Dit lokte felle reacties uit, waaronder de Streltsy-opstand.
In 1698, na de Azovcampagnes, richtte hij de eerste Russische marine op in Taganrog. Hij had daarbij de hulp van zijn Zwitserse boezemvriend en drinkebroer François Le Fort. Het was waarschijnlijk Le Fort, ooit in dienst op een Hollands oorlogsschip en in Rusland tot admiraal benoemd, die voorstelde om Amsterdam te bezoeken en zich op de hoogte te stellen van vlootbouw, bombarderen, publiciteitscampagnes en informatievoorziening, vestingbouw, waterwerken, geneeskunde en godsdienst. Het doel van Peter was bondgenoten te zoeken om een bondgenootschap tegen de Turken te bewerkstelligen.

## Grote gezantschap
Peter maakte drie reizen naar West-Europa.
De eerste reis maakte hij incognito, staat bekend als het Grote Gezantschap (Russisch: Великое посольство, Velikoije posolstvo) en was van augustus 1697 tot 25 mei 1698. Hij verzekerde zich van de loyaliteit van de achterblijvers door dertig 'vrijwilligers', adellijke zonen, mee te nemen die zich moesten bekwamen in de maritieme wetenschap. De vrijwilligers werden verdeeld in groepen van tien. Aan het hoofd van de tweede groep stond ene Pjotr Michajlov, de schuilnaam van de Russische tsaar. De tsaar had een vereenvoudigde etiquette ingevoerd in dit kleine gezelschap van gelijkgestemden. Tijdens zijn eerste reis naar Brandenburg-Pruisen, de Republiek der Nederlanden, Engeland, Saksen en Oostenrijk, bekend als het Grote Gezantschap, bezocht Peter als eerste Riga. De plaatselijke Zweedse commandant Erik Dahlberg besloot te doen alsof hij Peter niet herkende en ontving de tsaar niet. Drie jaar later zou Peter de ongastvrije ontvangst in Riga aanvoeren als een van de redenen om de Grote Noordse Oorlog te beginnen.

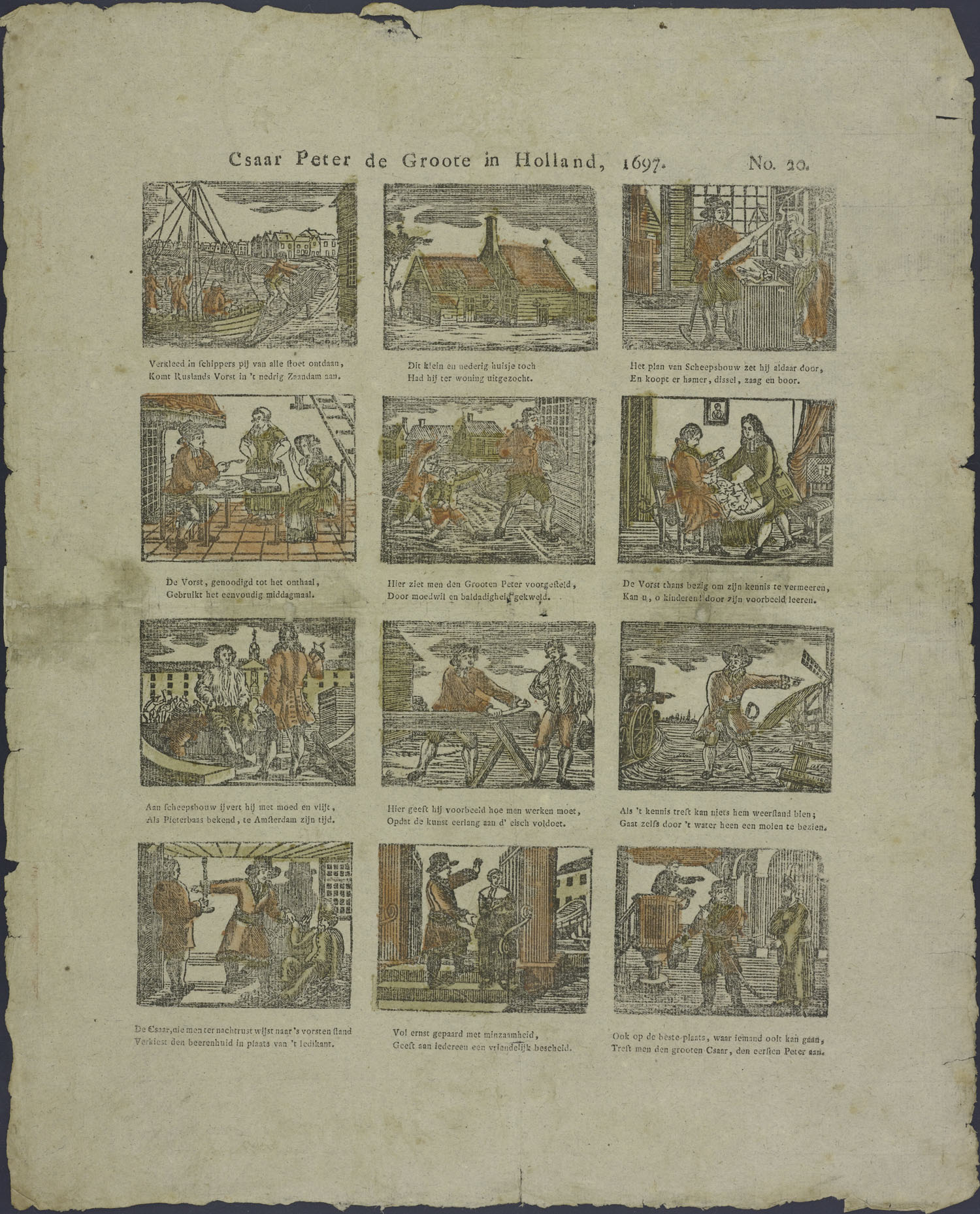
Het verblijf van tsaar Peter in Holland in 1697 afgebeeld op een centsprent (ca. 1820-1839).

In Koningsbergen ging de tsaar twee maanden in de leer bij een ingenieur van de artillerie. De vrouw van Frederik I van Pruisen, Sophie Charlotte van Hannover, organiseerde een speciale ontmoeting.
Vervolgens ging de reis naar Zaandam om de in Holland florerende scheepsbouw te bestuderen. Peter was zo ongeduldig, dat hij bij de grens bij Emmerik aan de Rijn met 6 man een schip huurde en in één dag naar Amsterdam voer, waar ze op 18 augustus 1697 aankwamen. De rest van het gezelschap kwam later over land. Hij ontmoette Gerrit Kist in z'n vissersbootje die direct z'n huisje aan de dijk aanbood. Toen hij na een paar dagen werd herkend, besloot Peter met een aangekocht zeilschip uit te wijken naar Amsterdam om op de werven van de Vereenigde Oostindische Compagnie te werken. Zijn aanstekelijke nieuwsgierigheid viel bij iedereen in de smaak. Hij leerde horlogemaken, doodskisten timmeren, schepen bouwen, tekenen van Adam Silo, etsen, secties verrichten, papier scheppen en zijde spinnen. Nicolaes Witsen stelde hem voor aan de botanicus en anatoom Frederik Ruysch, die de geïnteresseerde tsaar leerde hoe hij de tanden van zijn onderdanen moest trekken. In 1698 werd het schip de 'Pieter en Paul' te water gelaten, gebouwd met hulp van Peter. Peter vond dat de scheepstimmerlieden te veel op het oog werkten en miste nauwkeurige bouwtekeningen. Peter hield naar verluidt niet van toneel of muziek, maar ging toch naar de Schouwburg van Van Campen om een spektakelstuk te zien. Hij hield wel van schilderijen met schepen en trommelen.
Het Gezantschap bezocht de Staten-Generaal in Den Haag om steun te krijgen tegen het Ottomaanse Rijk in de Tweede Russisch-Turkse Oorlog. Toen Peter deze steun niet kreeg, verliet hij de zaal en de verbaasde aanwezigen, met zijn pruik over zijn hoofd getrokken. Nadat het officiële gedeelte van de missie op een complete mislukking was uitgelopen, keerden de Russen terug naar Amsterdam. Daar bleven ze maanden talmen, in de hoop van hun gastheren toezeggingen los te peuteren, die de smart van hun politieke fiasco wat zou verlichten. Bij zijn afscheid in het O.Z. Heerenlogement kreeg oud-burgemeester Joan Huydecoper van Maarsseveen aan het eind van een drinkpartij een stevige kus.
Op 11 september 1697 ontmoette Peter prins Willem III in Utrecht. In Utrecht werd de ontmoeting tussen de twee heersers erkend als een belangrijke gebeurtenis (ter herdenking werd een medaille geslagen) omdat Peter bereid was Willem te steunen in de Negenjarige Oorlog tegen Frankrijk, (de vrede werd 9 dagen later gesloten in Rijswijk (ZH),  maar Peters' doel met de Grote Ambassade was het aanschaffen van ander materieel en het inhuren van buitenlandse specialisten, vooral in militaire en maritieme aangelegenheden. Op uitnodiging van Willem, die ook koning van Engeland was, bezocht Peter Engeland in 1698. De tsaar vond dat de Nederlandse scheepsbouwers te veel met een timmermansoog werkten. Hij miste de theorie, die hij in het Engelse Deptford hoopte te verkrijgen. Hij bleef daar 105 dagen. Terwijl hij in Groot-Brittannië was, had hij een affaire met Letitia Cross.

## Bezoek aan Engeland
Peter en een deel van z'n gevolg kwamen, via Hellevoetsluis op 11 januari 1698 in Engeland aan bij het tegenwoordige Victoria Embankment. Dat gevolg bestond uit vier kamerheren, drie tolken, twee klokkenmakers, een kok, een priester, zes trompetters, 70 soldaten (zo groot als hun vorst!), vier dwergen en een aap.
Peter ontmoette koning Willem III en zijn hof regelmatig op informele basis, zijn methode om door Europa te reizen.

In februari informeerde de Engelse koning, vanwege de hoge kosten van dit bezoek, naar de datum van Peters' vertrek, de Russische tsaar koos uiteindelijk eind april als datum. 

In opdracht van de koning ontwierp Peregrine Osborne, hertog van Leeds, een jacht voor hem, dat de naam Royal Transport kreeg. Osborne werd ook een drinkende metgezel van de tsaar. Peter was opgetogen dat de Engelsman zijn alcoholgebruik kon bijhouden. Er ontstond een legende over hun drankgebruik: de pub die de twee mannen bezochten veranderde zijn naam in Tsaar van Muscovy, aan Muscovy-street (bij Tower Hill).
Peter bezocht de Royal Observatory, de Royal Mint, de Royal Society, de University of Oxford, evenals verschillende scheepswerven en artilleriefabrieken. Hij bestudeerde de Engelse technieken van stedenbouw en zou die kennis later met groot succes gebruiken in Sint-Petersburg.
In de koninklijke scheepswerven van Deptford verwierf hij vaardigheden die hem later hielpen een Russische vloot groot te brengen; hij studeerde aan de Royal Observatory om de Russische navigatievaardigheden te verbeteren; in Woolwich Arsenal leerde hij artillerie produceren.
Hoewel Peter talloze gelegenheden had om tijd door te brengen met Isaac Newton, Christopher Wren en Edmund Halley, ontmoette hij ze niet.
In plaats daarvan concentreerde hij zich op zijn doel om waardevolle technologie te verwerven die in Nederland "uiteindelijk frustrerend was gebleken".
De Nederlanders hadden een van de meest geavanceerde scheepswerfactiviteiten in Europa. Er werden jarenlang vele tientallen, dezelfde schepen gebouwd, retourschepen voor Indië en fluitschepen voor de handel met de Oostzee. Hoge mate van routine, de meeste van hun werkmethoden waren niet opgeschreven. In plaats daarvan, in Peters eigen woorden, gebruikten ze "een mate van intuïtie en ongeschreven gewoonte die moeilijk vast te leggen was".
De beslissing om Groot-Brittannië te bezoeken was snel genomen toen Peter hoorde dat de Britse scheepswerf "kunst en wetenschap"- praktijken toepaste die in korte tijd konden worden geleerd.
Peter kreeg uiteindelijk ook belangstelling voor de quakers en discussieerde met de leiders Thomas Story en William Penn over hun stelling dat gelovigen niet in het leger mochten deelnemen, maar ze wezen erop dat hun geloofswaarden, hard werken, eerlijkheid en innovatie zijn. Ze gaven hem Barclay's boek "Apology". 
Hij woonde ook een grotere bijeenkomst bij.
 William Penn en Peter communiceerden in het Duits, de taal die ze beiden goed kenden. Penn was destijds de grootste niet-koninklijke landeigenaar ter wereld. Ze ontmoetten elkaar twee keer, daarna schreef Penn een brief aan Peter, waarin hij hem eraan herinnerde dat: 'Als je goed wilt regeren, moet je voor God regeren; en om dat te doen moet je worden geregeerd door Hem, die koningen Zijn genade heeft gegeven om zichzelf  en hun onderdanen te regeren, en aan de mensen de genade om God en hun koningen te gehoorzamen".
De reis was niet alleen in het voordeel van Rusland, ook Engeland profiteerde van het bezoek van Peter. Zijn vader, tsaar Alexis, had de  banden met Engeland verbroken na de executie van koning Karel I in 1649. De handel tussen de twee landen liep daarna sterk terug. Tijdens Peters' regering wilden de Engelse kooplieden weer de grote hoeveelheden van verschillende goederen aan de Russen verkopen en de Engelse scheepsbouwers wilden weer Russisch eikenhout voor de Royal Navy kopen. De Engelsen waren redelijk succesvol in de onderhandelingen met Peter om sterkere commerciële banden aan te knopen.
Aanvankelijk verbleef Peter in Norfolk Street 21 in Londen, vlak bij zijn aankomstpunt. Op 9 februari trokken de tsaar en zijn hofhouding naar Sayes Court, "below the bridge" (de middeleeuwse 'London Bridge' bij de Tower) dat grenst aan de Deptford Dockyard. Via de achteruitgang bezocht Peter de werf regelmatig en bestudeerde de werkzaamheden zorgvuldig en werkte ook meerdere malen mee, net zoals hij in Amsterdam had gedaan. Ze huurden het huis van John Evelyn, die Peter niet ontmoet heeft. De Russische partij heeft zowel huis als terrein veel schade berokkend.
Sir Christopher Wren, de koninklijke landmeter, telde de rekening bij elkaar. Het bedroeg £ 305 9s 6d (ongeveer € 45.000) en omvatte £ 3 voor "kruiwagens die door de tsaar waren gebroken". De schade was zo groot dat:
Alle vloeren waren bedekt met vet en inkt en er moesten drie nieuwe vloeren worden gelegd. De tegelkachels, sloten aan de deuren en al het schilderwerk moesten worden vernieuwd. De gordijnen, dekbedden en beddengoed waren 'in stukken gescheurd'. Alle stoelen in het huis, meer dan vijftig, waren kapot of verdwenen, waarschijnlijk gebruikt om het vuur aan te steken. Driehonderd glasruiten waren kapot en er waren "twintig mooie schilderijen heel erg gescheurd en alle lijsten gebroken, de tuin waar Evelyn trots op was, was verwoest".
Bij zijn vertrek gaf Peter zijn minnares, Letitia Cross, £ 500 om haar te bedanken voor haar gastvrijheid. Cross zei dat het niet genoeg was, terwijl Peter antwoordde dat hij haar te veel had betaald.
Op 21 april 1698 vertrok Peter met zijn jacht, de Royal Transport, vanuit Engeland naar Holland. Met hem voeren meer dan 60 geronselde Engelse vaklieden mee, die uiteindelijk naar Archangelsk werden gebracht.

## Terug in Rusland
Peter de Grote werd sterk beïnvloed door zijn reizen in het Westen. Hij voerde westerse kleding en cultuur in en de Oudgelovigen moesten een belasting betalen op het dragen van een baard. Peter introduceerde landkaarten, gereedschappen, wapens en brandspuiten in Rusland. Hij zette een modern brandsignaleringssysteem op en hielp graag met blussen, volgens Cornelis de Bruijn. De medicus Nicolaas Bidloo richtte in Moskou het eerste militaire hospitaal in. Jan van der Heyden, de uitvinder van de brandspuit en Menno van Coehoorn wezen een verzoek af om mee naar Rusland te gaan. 
Peter was gefascineerd door zonnewijzers, een van de hervormingen was de wijziging van de jaartelling en de tijdmeting. In 1699 veranderde Peter de datum van de viering van het nieuwe jaar van 1 september in 1 januari. Traditioneel werden de jaren gerekend vanaf de vermeende schepping van de wereld, maar na de hervormingen van Peter moesten ze worden geteld vanaf de geboorte van Christus. Dus in het jaar 7207 van de oude Russische kalender verklaarde Peter dat de juliaanse kalender van kracht was en dat het jaar 1700 was. (In West-Europa werd de juliaanse kalender al in 1582 afgeschaft en de gregoriaanse kalender ingevoerd). De tsaar liet talrijke boeken uit het Nederlands, Frans, Duits en Engels in het Russisch vertalen. De vertaling van een boek van Erasmus redigeerde hijzelf. Onder zijn bewind verscheen de eerste krant. Tijdens zijn regering had hij een lesprogramma opgesteld om de Russen Nederlands te leren. Vanwege de vele protesten ging dit niet door. Hij stichtte een Navigatieschool en een Zeevaartacademie. Omdat verschillende scheepstermen onbekend waren, zijn de Nederlandse termen nu ook de Russische geworden. Een bekend voorbeeld is de boegspriet.
In 1711 bezocht hij keurvorst August II van Polen in Dresden; in 1713 was hij te gast bij hertog Anton Ulrich van Brunswijk-Wolfenbüttel. Peter begon in 1714 met de bouw van het Peterhof, een zomerresidentie aan de oever van de Neva. Ter ere van Alexander Nevski liet hij een klooster bouwen.
Hij stuurde studenten naar Italië om er de schilderkunst te leren. Zijn favoriete hofschilder werd Ivan Nikitin.

### Tweede reis
Zijn tweede reis, nu niet incognito, van december 1716 tot augustus 1717, was vooral bedoeld om steun te verwerven voor zijn oorlog tegen de Turken en de Zweden. De tsaar bezocht wederom Nederland, en logeerde aanvankelijk samen met tsarina Catharina I van Rusland in Amsterdam, bij de schatrijke Christoffel van Brants, een koopman nauw betrokken bij Rusland, in diens buitenplaats Petersburg. Peter kocht enkele interessante collecties: die van Frederik Ruysch, Levinus Vincent en Albertus Seba. Met behulp van Georg Gsell kocht hij schilderijen o.a. van Maria Sibylla Merian. Hij bezocht Zijdebalen aan de Vecht, Herman Boerhaave in Leiden en kocht twee kwikthermometers bij Daniel Gabriel Fahrenheit in Den Haag. In Haarlem werd hij ontvangen door de dichteres Elisabeth Koolaart-Hoofman. Peter reisde verder naar Maastricht, op dat moment een van de belangrijkste vestingen in Europa, waar hij werd ontvangen door de commandant en gouverneur van de vesting, Daniël Wolf, baron van Dopff (1650-1718). Hij werd onthaald op diens buitenhuis Chateau Neercanne en bezocht op 27 juli 1717 de groeven van de Sint-Pietersberg. Zijn reis bracht hem door Luik, Spa, Namen, Nieuwpoort, en Frankrijk. Jacob J. Hinlopen beklaagde zich over zijn huis op Herengracht 527 te Amsterdam, dat door de tsaar, zijn vrouw en gevolg was uitgewoond. In augustus vertrekt Peter met twee jachten. Bij Texel laat hij zich naar het jacht roeien met Dirk van Foreest, burgemeester van Hoorn en bewindhebber van de V.O.C., Hendrik Joan Deutel en Francois Ewoud Spiering, schout bij nacht. Een goed uur onderhouden ze zich met elkaar. Ze drinken wijn en klinken op de gezondheid en het lange leven van de tsaar, van de tsarina, de tsarewitch, de Heeren Zeventien, en op het welvaren van de beide landen. Na het onderhoud roeit de sloep terug. Peter de Groote vertrekt naar zijn nieuwe stad aan de Newa, ‘wordende bij zijn afvaren gesalueerd door vijf kanonschoten’.
In 1724 verzocht hij de Leidse professor Willem Jacob 's Gravesande naar Rusland te komen om zitting te nemen in de Academie van Wetenschappen, opgericht in 1726. De Kunstkamer zou het eerste openbare museum voor natuurwetenschappen van Rusland worden. De vogels, slangen en hagedissen die hij had aangeschaft, werden daar opgesteld. Van de 2000 preparaten zijn er circa 900 bewaard gebleven.

## Economie
Peter bevorderde de Russische economie door infrastructurele projecten zoals kanalen, sluizen en wegen, want bij zijn aantreden waren er slechts tien fabrieken in het land. In 1703 gaf hij opdracht tot het aanleggen van een vesting, nu het oudste deel van Sint-Petersburg en het uitdiepen van de haven. Hij bestelde in Amsterdam een model van een baggermachine, dat op ware grootte werd nagebouwd. Hij stichtte een scheepswerf en liet op een bestaande werf bij Lodejnoje Pole aan de oostoever van het Ladogameer, zijn eerste oologsschip bouwen naar de ideeën en met de vakmensen die hij in West Europa had opgedaan: de Shtandart. Later dat jaar werd de bouw van meerdere schepen op die werf terhand genomen. Met die vloot, de nieuwe Baltische vloot, zou hij de overwinning op de Zweden behalen en verplaatste hij de hoofdstad van Moskou naar Sint-Petersburg. Het werd een op West-Europese leest geschoeide stad, ontworpen door Italiaanse architecten, maar met een grondplan naar Amsterdams model, kanalen en grachten werden gegraven en uitgediept in het moerassige gebied, dat zou het transport van goederen met schepen vereenvoudigen. Kooplieden, ambtenaren, handwerkslieden en adel werden gedwongen erheen te verhuizen en op eigen kosten een huis te bouwen. In 1713 gaf hij een oekaze uit dat de helft van alle waren, die normaliter over Archangelsk geëxporteerd werden, nu over Sint-Petersburg getransporteerd dienden te worden.  In het geldwezen standaardiseerde hij de zilveren Russische roebel en introduceerde nieuwe munten, voornamelijk gebaseerd op het decimaal talstelsel.

## Religie

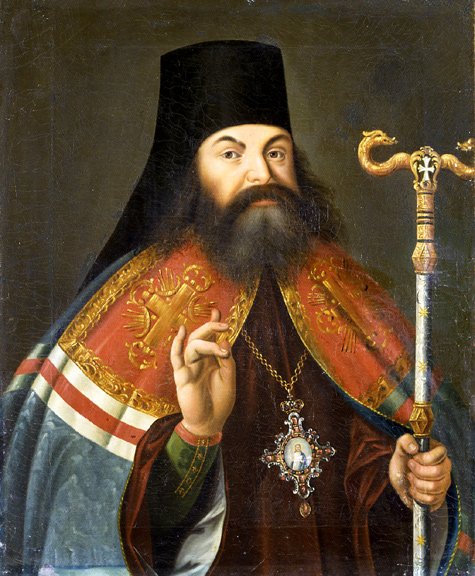
Postuum portret van Theophan Prokopovich, midden 18e eeuw

Door het schisma (raskol) van patriarch Nikon van Moskou in 1667, waarbij de intellectuele invloed van de rooms-katholieke kerk in Kiev een rol speelde, konden zich al eerder westerse invloeden doen gelden in de Russisch orthodoxe kerk. De Kiev Mohyla Academie was in 1632 opgericht door Peter Mohyla. De Kiev Mohyla Academie was gebaseerd op een Latijns-Pools en jezuïtisch scholastisch model. Mohyla aanvaardde, als Russisch orthodox kerkvorst, het primaatschap van de paus.
Tijdens de regering van Peter de Grote werd de Russisch-Orthodoxe Kerk opnieuw hervormd. De tsaar was een tegenstander van de Russische tradities en hij probeerde op een verbeten en tirannieke wijze Rusland te verwestersen. Hij wist dat de Kerk zijn eigenlijke tegenstander was en hem zou belemmeren bij zijn verwestersing van Rusland. Hij schafte het patriarchaat Moskou af en stelde een Heiligste Regerende Synode in. Hij volgde in 1721 het advies op van Theophan Prokopovitsj, vice-voorzitter van de Heiligste Regerende Synode, die aan de Kiev Mohyla Acdemie en in Rome gestudeerd had, om van de Heilige Synode een raad van tien geestelijken te maken. Hij wendde zich tot Oekraïners, die meer open stonden voor hervorming, maar die niet geliefd waren bij de Russische geestelijkheid.

## Oorlogen
Peter voerde veel oorlogen, die een grote financiële tol eisten. Ze werden bekostigd door nieuwe of verhoogde belastingen in te voeren. Ook met de confiscatie en verkoop van kerkbezit, de verkoop van handelsmonopolies aan de hoogstbiedende en instelling van staatsmonopolies kwam het noodzakelijke geld binnen. In de Grote Noordse Oorlog tegen Zweden (1700-1721) leed hij een zware nederlaag in de slag bij Narva, maar toch wist hij zijn belangrijkste vijand, Karel XII van Zweden, in de slag bij Poltava verpletterend te verslaan (1709). In het zuiden streed Peter tegen Perzië en het Ottomaanse Rijk. Ahmed III begon de Russisch-Turkse Oorlog (1710-1711) en won de slag aan de Proet. In 1714 won de Russische vloot de zeeslag bij Hanko en in 1720 de slag bij de Ålands-eilanden. Bij het Verdrag van Nystad (1721) kon hij Lijfland, Vyborg en delen van Finland aan het Russische Rijk toevoegen. Rusland was toen de belangrijkste grootmacht in Noord- en Oost-Europa geworden. Peter liet zich tot keizer kronen. Met een oekaze eiste Peter de Grote de bevoegdheid zijn opvolger te kunnen benoemen.
Bij de bouw van de nieuwe hoofdstad Sint-Petersburg zijn volgens sommige historici zo’n 30 tot 100 duizend mensen gestorven door slechte arbeidsomstandigheden en ondervoeding. Het aantal belastingbetalende huishoudens is onder zijn heerschappij gedaald van ongeveer 800.000 in 1678 naar ongeveer 640.000 huishoudens in 1710. Dit betekent dat tijdens de heerschappij van Peter de Grote de werkende arme bevolking met 20% was gedaald door oorlog, onderdrukking, vervolgingen en vluchtelingen.

## Siberië
Peter zond diverse expedities uit om Siberië te verkennen. Daniel Gottlieb Messerschmidt verzamelde tussen 1718 en 1727 informatie over de geografie, bevolking en natuur van westelijk en centraal Siberië. In het uiterste oosten werd Kamtsjatka onderzocht door Ivan Jevrejnov en Fjodor Loezjin en het uiterste noordoosten door Vitus Bering.
De Grote Noordse Expeditie van Bering en Aleksej Tsjirikov werd door Peter de Grote op stapel gezet, maar vond pas plaats na zijn overlijden.

## Familie en opvolging

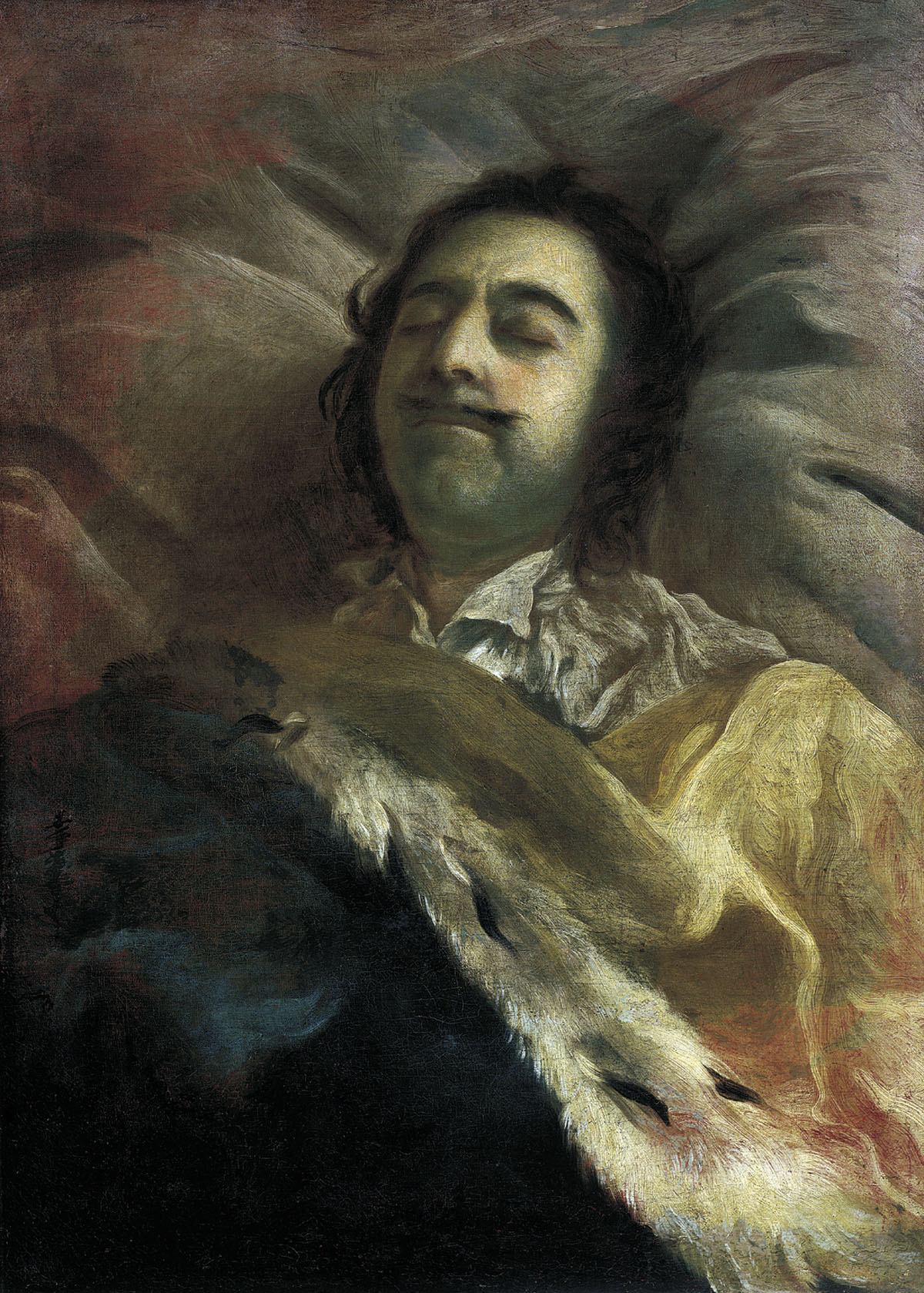
Peter de Grote op zijn sterfbed, Ivan Nikitin, 1725

Peter de Grote kreeg veertien kinderen bij twee vrouwen. Daarnaast had hij een Duitse minnares, de wijnkopersdochter Anna Mons. Zijn eerste vrouw, Eudoxia Lopoechina, liet hij opsluiten in een klooster, omdat echtscheiding onmogelijk was. Bij haar had hij drie kinderen, onder wie tsarevitsj Aleksej, die zich niet liet kneden naar de eisen van zijn vader. Toen hij in 1716 naar het buitenland vluchtte, lokte zijn vader hem terug met een onvoorwaardelijk pardon, om hem uiteindelijk toch te berechten voor hoogverraad. Na een showproces kreeg hij de doodstraf, maar vóór hij kon worden terechtgesteld overleed hij aan de gevolgen van de knoetslagen waarmee hij was gemarteld. Peter kreeg elf kinderen bij zijn tweede vrouw, Catharina I, die hij in 1712 huwde en in 1724 tot tsarina liet kronen. Een van haar kinderen was de latere tsarina Elisabeth I.
In november 1724 hielp Peter bij de redding van een twintigtal zeelieden uit het water van de koude Neva. Hij stierf drie maanden later ten gevolge van gangreen. Zijn onzeker uitgesproken woorden “Ik laat alle macht aan ...” lieten de troonopvolging ongeregeld. De hoogste staatsambtenaren zagen zich geplaatst voor de keuze; of de zoon van de vermoorde Aleksej, de latere Peter II van Rusland of Peters echtgenote, de analfabete Catharina I van Rusland, sinds 1724 al mederegente.
Als gevolg van het decreet uit 1721 waarin de erfelijkheid van de titel werd afgeschaft, brak er in Rusland een periode van frequente troonswisselingen aan. De corrupte Aleksandr Mensjikov was zijn feitelijke opvolger.

### Voorvaderen
| Peter I van Rusland             | Peter I van Rusland                                                      | Peter I van Rusland                                                      | Peter I van Rusland                                                      | Peter I van Rusland                                                      | Peter I van Rusland                                                 | Peter I van Rusland                                                 | Peter I van Rusland                                                 | Peter I van Rusland                                                 |
| ------------------------------- | ------------------------------------------------------------------------ | ------------------------------------------------------------------------ | ------------------------------------------------------------------------ | ------------------------------------------------------------------------ | ------------------------------------------------------------------- | ------------------------------------------------------------------- | ------------------------------------------------------------------- | ------------------------------------------------------------------- |
| Overgrootouders                 | Filaret van Moskou (1554–1633) ∞ Xenia Ivanovna Sjestova                 | Filaret van Moskou (1554–1633) ∞ Xenia Ivanovna Sjestova                 | Lukian Stresjnjev (–) ∞ Anna Lutsjkova (–)                               | Lukian Stresjnjev (–) ∞ Anna Lutsjkova (–)                               | ? (–) ∞ ? (–)                                                       | ? (–) ∞ ? (–)                                                       | ? (–) ∞ ? (–)                                                       | ? (–) ∞ ? (–)                                                       |
| Grootouders                     | Michaël I van Rusland (1596–1645) ∞1626 Jevdoksia Stresjnjova(1608-1645) | Michaël I van Rusland (1596–1645) ∞1626 Jevdoksia Stresjnjova(1608-1645) | Michaël I van Rusland (1596–1645) ∞1626 Jevdoksia Stresjnjova(1608-1645) | Michaël I van Rusland (1596–1645) ∞1626 Jevdoksia Stresjnjova(1608-1645) | Kirill Narysjkin (–) ∞ Anna Leontieva (–)                           | Kirill Narysjkin (–) ∞ Anna Leontieva (–)                           | Kirill Narysjkin (–) ∞ Anna Leontieva (–)                           | Kirill Narysjkin (–) ∞ Anna Leontieva (–)                           |
| Ouders                          | Alexis van Rusland (1629–1676) ∞1671 Natalja Narysjkina (1651-1694)      | Alexis van Rusland (1629–1676) ∞1671 Natalja Narysjkina (1651-1694)      | Alexis van Rusland (1629–1676) ∞1671 Natalja Narysjkina (1651-1694)      | Alexis van Rusland (1629–1676) ∞1671 Natalja Narysjkina (1651-1694)      | Alexis van Rusland (1629–1676) ∞1671 Natalja Narysjkina (1651-1694) | Alexis van Rusland (1629–1676) ∞1671 Natalja Narysjkina (1651-1694) | Alexis van Rusland (1629–1676) ∞1671 Natalja Narysjkina (1651-1694) | Alexis van Rusland (1629–1676) ∞1671 Natalja Narysjkina (1651-1694) |
| Peter I van Rusland (1672–1725) |                                                                          |                                                                          |                                                                          |                                                                          |                                                                     |                                                                     |                                                                     |                                                                     |

## Peter de Grote en de Nederlandse taal
- De enige vreemde taal die Peter sprak was het Nederlands.[30] Hij sprak en schreef vrij redelijk Nederlands, al leek het soms meer een mengelmoes van Nederlands en Duits.
- Peter de Grote gebruikte voor zijn eigen voornaam graag de Nederlandse vorm Pieter.
- In 1710 werd Nederlands de hoftaal aan het Russische hof.
- Hij overwoog het Nederlands tot tweede taal van Rusland te maken.[bron?]
- Hij liet een Nieuw Testament in parallelvertaling Nederlands en Kerkslavisch uitgeven in 1717[31]. Vrijwel alle exemplaren hiervan zijn verloren gegaan.

## Trivia
- De mentor van Peter was een Nederlandse koopman genaamd Franz Timmerman.
- In het oostelijk deel van het centrum van Amsterdam zijn de Czaar Peterstraat en Czaar Peterbuurt naar Peter de Grote vernoemd.
- In Zaandam is het Czaar Peterhuisje bewaard gebleven, waar Peter onderdak kreeg, tijdens zijn verblijf in Zaandam.
- Hij zorgde voor de eerste diensten in Nederland van de Russisch-orthodoxe Kerk.
- De Britse zanger Al Stewart heeft een liedje over Peter de Grote gemaakt: Peter on the White Sea.
- 450 km van Antarctica ligt het Peter I-eiland dat na de ontdekking door de Rus Fabian Gottlieb von Bellingshausen in 1821 zo genoemd werd.